# Ronde van Italië 2022/Startlijst
Deze pagina bevat de startlijst van de 105e Ronde van Italië die in 2022 op vrijdag 6 mei van start ging in Boedapest en op zondag 29 mei eindigde in Verona. In totaal namen er 22 ploegen deel aan de rittenkoers die elk met acht renners van start gingen, wat het totaal aantal deelnemers op 176 bracht.

## Overzicht

### INEOS Grenadiers
| rugnummer | renner               | prestaties deze ronde                 | opmerkingen                  | eindklassering |
| --------- | -------------------- | ------------------------------------- | ---------------------------- | -------------- |
| 1         | Richard Carapaz      | 14e, 15e, 16e, 17e, 18e en 19e etappe |                              | 2e             |
| 2         | Jonathan Castroviejo |                                       |                              | 64e            |
| 3         | Ben Tulett           |                                       |                              | 38e            |
| 4         | Jhonatan Narváez     |                                       |                              | 42e            |
| 5         | Richie Porte         |                                       | Opgave tijdens de 19e etappe | DNF            |
| 6         | Salvatore Puccio     |                                       |                              | 85e            |
| 7         | Pavel Sivakov        |                                       |                              | 16e            |
| 8         | Ben Swift            |                                       |                              | 66e            |
|           | Team                 | 1e etappe                             |                              |                |

### AG2R-Citroën
| rugnummer | renner            | prestaties deze ronde | opmerkingen | eindklassering |
| --------- | ----------------- | --------------------- | ----------- | -------------- |
| 11        | Andrea Vendrame   |                       |             | 55e            |
| 12        | Lawrence Naesen   |                       |             | 124e           |
| 13        | Lilian Calmejane  |                       |             | 86e            |
| 14        | Mikaël Cherel     |                       |             | 23e            |
| 15        | Felix Gall        |                       |             | 50e            |
| 16        | Jaakko Hänninen   |                       |             | 90e            |
| 17        | Nans Peters       |                       |             | 58e            |
| 18        | Nicolas Prodhomme |                       |             | 65e            |
|           | Team              |                       |             |                |

### Alpecin-Fenix
| rugnummer | renner               | prestaties deze ronde                                                          | opmerkingen                   | eindklassering |
| --------- | -------------------- | ------------------------------------------------------------------------------ | ----------------------------- | -------------- |
| 21        | Mathieu van der Poel | Winnaar: 1e etappe 1e, 2e en 3e etappe 1e, 2e, 3e en 4e etappe 1e en 2e etappe |                               | 57e            |
| 22        | Tobias Bayer         |                                                                                |                               | 100e           |
| 23        | Dries De Bondt       | Winnaar: 18e etappe                                                            |                               | 109e           |
| 24        | Alexander Krieger    |                                                                                | Niet gestart in de 14e etappe | DNF            |
| 25        | Senne Leysen         |                                                                                |                               | 118e           |
| 26        | Jakub Mareczko       |                                                                                | Opgave tijdens de 4e etappe   | DNF            |
| 27        | Stefano Oldani       | Winnaar: 12e etappe                                                            |                               | 84e            |
| 28        | Oscar Riesebeek      |                                                                                |                               | 113e           |
|           | Team                 |                                                                                |                               |                |

### Astana Qazaqstan
| rugnummer | renner             | prestaties deze ronde | opmerkingen                  | eindklassering |
| --------- | ------------------ | --------------------- | ---------------------------- | -------------- |
| 31        | Vincenzo Nibali    |                       |                              | 4e             |
| 32        | Valerio Conti      |                       | Opgave tijdens de 15e etappe | DNF            |
| 33        | David de la Cruz   |                       | Opgave tijdens de 20e etappe | DNF            |
| 34        | Joe Dombrowski     |                       |                              | 22e            |
| 35        | Fabio Felline      |                       |                              | 41e            |
| 36        | Miguel Ángel López |                       | Opgave tijdens de 4e etappe  | DNF            |
| 37        | Vadïm Pronskïy     |                       |                              | 29e            |
| 38        | Harold Tejada      |                       |                              | 56e            |
|           | Team               |                       |                              |                |

### Bahrain-Victorious
| rugnummer | renner            | prestaties deze ronde            | opmerkingen               | eindklassering |
| --------- | ----------------- | -------------------------------- | ------------------------- | -------------- |
| 41        | Mikel Landa       |                                  |                           | 3e             |
| 42        | Phil Bauhaus      |                                  |                           | 138e           |
| 43        | Peio Bilbao       |                                  |                           | 5e             |
| 44        | Santiago Buitrago | Winnaar: 17e etappe              |                           | 12e            |
| 45        | Domen Novak       |                                  |                           | 31e            |
| 46        | Wout Poels        |                                  |                           | 34e            |
| 47        | Jasha Sütterlin   |                                  |                           | 87e            |
| 48        | Jan Tratnik       |                                  | Opgave in de 3e etappe    | DNF            |
|           | Team              | 17e, 18e, 19e, 20e en 21e etappe | Winnaar Ploegenklassement |                |

### Bardiani-CSF-Faizanè
| rugnummer | renner             | prestaties deze ronde | opmerkingen                 | eindklassering |
| --------- | ------------------ | --------------------- | --------------------------- | -------------- |
| 51        | Filippo Zana       |                       |                             | 47e            |
| 52        | Luca Rastelli      |                       |                             | 106e           |
| 53        | Luca Covili        |                       |                             | 24e            |
| 54        | Filippo Fiorelli   |                       | Opgave tijdens de 5e etappe | DNF            |
| 55        | Davide Gabburo     |                       |                             | 53e            |
| 56        | Sacha Modolo       |                       |                             | 114e           |
| 57        | Alessandro Tonelli |                       |                             | 52e            |
| 58        | Samuele Zoccarato  |                       | Opgave in de 7e etappe      | DNF            |
|           | Team               |                       |                             |                |

### BORA-hansgrohe
| rugnummer | renner           | prestaties deze ronde                            | opmerkingen                   | eindklassering |
| --------- | ---------------- | ------------------------------------------------ | ----------------------------- | -------------- |
| 61        | Wilco Kelderman  |                                                  |                               | 17e            |
| 62        | Giovanni Aleotti |                                                  |                               | 72e            |
| 63        | Cesare Benedetti |                                                  |                               | 120e           |
| 64        | Emanuel Buchmann |                                                  |                               | 7e             |
| 65        | Patrick Gamper   |                                                  |                               | 108e           |
| 66        | Jai Hindley      | Winnaar: 9e etappe 20e en 21e etappe             | Winnaar Ronde van Italië 2022 | 1e             |
| 67        | Lennard Kämna    | Winnaar: 4e etappe 4e, 5e en 6e etappe           |                               | 19e            |
| 68        | Ben Zwiehoff     |                                                  |                               | 51e            |
|           | Team             | 4e, 5e, 6e, 9e, 10e, 11e, 14e, 15e en 16e etappe |                               |                |

### Cofidis
| rugnummer | renner              | prestaties deze ronde | opmerkingen | eindklassering |
| --------- | ------------------- | --------------------- | ----------- | -------------- |
| 71        | Guillaume Martin    |                       |             | 14e            |
| 72        | Davide Cimolai      |                       |             | 135e           |
| 73        | Simone Consonni     |                       |             | 121e           |
| 74        | Wesley Kreder       |                       |             | 139e           |
| 75        | Anthony Perez       |                       |             | 88e            |
| 76        | Pierre-Luc Périchon |                       |             | 94e            |
| 77        | Rémy Rochas         |                       |             | 71e            |
| 78        | Davide Villella     |                       |             | 63e            |
|           | Team                |                       |             |                |

### Drone Hopper-Androni Giocattoli
| rugnummer | renner                     | prestaties deze ronde | opmerkingen                   | eindklassering |
| --------- | -------------------------- | --------------------- | ----------------------------- | -------------- |
| 81        | Natnael Tesfatsion         |                       | Opgave tijdens de 16e etappe  | DNF            |
| 82        | Mattia Bais                |                       |                               | 82e            |
| 83        | Jefferson Alexander Cepeda |                       | Niet gestart in de 19e etappe | DNF            |
| 84        | Filippo Tagliani           |                       |                               | 143e           |
| 85        | Andrii Ponomar             |                       |                               | 117e           |
| 86        | Simone Ravanelli           |                       |                               | 91e            |
| 87        | Edoardo Zardini            |                       |                               | 78e            |
| 88        | Eduardo Sepúlveda          |                       |                               | 76e            |
|           | Team                       |                       |                               |                |

### EF Education-EasyPost
| rugnummer | renner               | prestaties deze ronde | opmerkingen                   | eindklassering |
| --------- | -------------------- | --------------------- | ----------------------------- | -------------- |
| 91        | Hugh Carthy          |                       |                               | 9e             |
| 92        | Jonathan Caicedo     |                       | Niet gestart in de 16e etappe | DNF            |
| 93        | Diego Andrés Camargo |                       |                               | 79e            |
| 94        | Simon Carr           |                       | Niet gestart in de 8e etappe  | DNF            |
| 95        | Magnus Cort          |                       |                               | 95e            |
| 96        | Simon Carr           |                       | Niet gestart in de 8e etappe  | DNF            |
| 97        | Merhawi Kudus        |                       |                               | 61e            |
| 98        | Julius van den Berg  |                       |                               | 140e           |
|           | Team                 |                       |                               |                |

### EOLO-Kometa
| rugnummer | renner            | prestaties deze ronde           | opmerkingen | eindklassering |
| --------- | ----------------- | ------------------------------- | ----------- | -------------- |
| 101       | Lorenzo Fortunato |                                 |             | 15e            |
| 102       | Vincenzo Albanese |                                 |             | 68e            |
| 103       | Davide Bais       |                                 |             | 125e           |
| 104       | Erik Fetter       |                                 |             | 83e            |
| 105       | Francesco Gavazzi |                                 |             | 67e            |
| 106       | Mirco Maestri     |                                 |             | 96e            |
| 107       | Samuele Rivi      |                                 |             | 126e           |
| 109       | Diego Rosa        | 9e, 10e, 11e, 12e en 13e etappe |             | 77e            |
|           | Team              |                                 |             |                |

### Groupama-FDJ
| rugnummer | renner              | prestaties deze ronde                                                                                                 | opmerkingen              | eindklassering |
| --------- | ------------------- | --- | ------------------------ | -------------- |
| 112       | Arnaud Démare       | Winnaar: 5e, 6e en 13e etappe 5e, 6e, 7e, 8e, 9e, 10e, 11e, 12e, 13e, 14e, 15e, 16e, 17e, 18e, 19e, 20e en 21e etappe | Winnaar Puntenklassement | 130e           |
| 113       | Clément Davy        | |                          | 144e           |
| 114       | Jacopo Guarnieri    | |                          | 136e           |
| 115       | Ignatas Konovalovas | |                          | 115e           |
| 116       | Tobias Ludvigsson   | |                          | 102e           |
| 117       | Ramon Sinkeldam     | |                          | 132e           |
| 118       | Miles Scotson       | |                          | 127e           |
| 119       | Attila Valter       | |                          | 35e            |
|           | Team                | |                          |                |

### Intermarché-Wanty-Gobert Matériaux
| rugnummer | renner             | prestaties deze ronde         | opmerkingen                     | eindklassering |
| --------- | ------------------ | ----------------------------- | ------------------------------- | -------------- |
| 121       | Biniam Girmay      | Winnaar: 10e etappe 1e etappe | Niet gestart voor de 11e etappe | DNF            |
| 122       | Aimé De Gendt      |                               |                                 | 105e           |
| 123       | Jan Hirt           | Winnaar: 16e etappe           |                                 | 6e             |
| 124       | Barnabás Peák      |                               |                                 | 110e           |
| 125       | Loïc Vliegen       |                               | Afgestapt tijdens de 16e etappe | DNF            |
| 126       | Domenico Pozzovivo |                               |                                 | 8e             |
| 127       | Lorenzo Rota       |                               |                                 | 32e            |
| 128       | Rein Taaramäe      |                               |                                 | 46e            |
|           | Team               | 8e, 12e en 13e etappe         |                                 |                |

### Israel-Premier Tech
| rugnummer | renner               | prestaties deze ronde | opmerkingen                   | eindklassering |
| --------- | -------------------- | --------------------- | ----------------------------- | -------------- |
| 131       | Giacomo Nizzolo      |                       | Niet gestart in de 14e etappe | DNF            |
| 132       | Matthias Brändle     |                       |                               | 147e           |
| 133       | Alexander Cataford   |                       |                               | 101e           |
| 134       | Alessandro De Marchi |                       |                               | 92e            |
| 135       | Alex Dowsett         |                       |                               | 134e           |
| 136       | Jenthe Biermans      |                       |                               | 123e           |
| 137       | Reto Hollenstein     |                       |                               | 129e           |
| 138       | Rick Zabel           | 3e etappe             |                               | 137e           |
|           | Team                 |                       |                               |                |

### Team Jumbo-Visma
| rugnummer | renner           | prestaties deze ronde                                                        | opmerkingen                  | eindklassering |
| --------- | ---------------- | ---------------------------------------------------------------------------- | ---------------------------- | -------------- |
| 141       | Tom Dumoulin     |                                                                              | Opgave tijdens de 14e etappe | DNF            |
| 142       | Edoardo Affini   |                                                                              |                              | 97e            |
| 143       | Koen Bouwman     | Winnaar: 7e en 19e etappe 7e, 8e, 15e, 16e, 17e, 18e, 19e, 20e en 21e etappe | Winnaar Bergklassement       | 21e            |
| 144       | Pascal Eenkhoorn |                                                                              |                              | 62e            |
| 145       | Tobias Foss      |                                                                              |                              | 54e            |
| 146       | Gijs Leemreize   |                                                                              |                              | 28e            |
| 147       | Sam Oomen        |                                                                              |                              | 20e            |
| 148       | Jos van Emden    |                                                                              |                              | 89e            |
|           | Team             | 2e en 3e etappe                                                              |                              |                |

### Lotto Soudal
| rugnummer | renner              | prestaties deze ronde | opmerkingen                   | eindklassering |
| --------- | ------------------- | --------------------- | ----------------------------- | -------------- |
| 151       | Caleb Ewan          |                       | Niet gestart in de 12e etappe | DNF            |
| 152       | Rüdiger Selig       |                       | Opgave tijdens de 9e etappe   | DNF            |
| 153       | Harm Vanhoucke      |                       | Opgave tijdens de 17e etappe  | DNF            |
| 154       | Thomas De Gendt     | Winnaar: 8e etappe    |                               | 74e            |
| 155       | Matthew Holmes      |                       |                               | 116e           |
| 156       | Roger Kluge         |                       |                               | 149e           |
| 157       | Sylvain Moniquet    |                       |                               | 48e            |
| 158       | Michael Schwarzmann |                       |                               | 133e           |
|           | Team                |                       |                               |                |

### Movistar Team
| rugnummer | renner             | prestaties deze ronde | opmerkingen            | eindklassering |
| --------- | ------------------ | --------------------- | ---------------------- | -------------- |
| 161       | Alejandro Valverde |                       |                        | 11e            |
| 162       | Jorge Arcas        |                       |                        | 60e            |
| 163       | William Barta      |                       |                        | 59e            |
| 164       | Oier Lazkano       |                       |                        | 98e            |
| 165       | Antonio Pedrero    |                       |                        | 27e            |
| 166       | José Joaquín Rojas |                       |                        | 69e            |
| 167       | Sergio Samitier    |                       | Opgave in de 7e etappe | DNF            |
| 168       | Iván Ramiro Sosa   |                       |                        | 49e            |
|           | Team               |                       |                        |                |

### Quick Step-Alpha Vinyl
| rugnummer | renner             | prestaties deze ronde | opmerkingen                    | eindklassering |
| --------- | ------------------ | --------------------- | ------------------------------ | -------------- |
| 171       | Mark Cavendish     | Winnaar: 3e etappe    |                                | 145e           |
| 172       | James Knox         |                       |                                | 81e            |
| 173       | Davide Ballerini   |                       |                                | 99e            |
| 174       | Pieter Serry       |                       |                                | 148e           |
| 175       | Mauro Schmid       |                       |                                | 75e            |
| 176       | Bert Van Lerberghe |                       |                                | 146e           |
| 177       | Michael Mørkøv     |                       | Niet gestart voor de 7e etappe | DNF            |
| 178       | Mauri Vansevenant  |                       |                                | 30e            |
|           | Team               |                       |                                |                |

### Team BikeExchange Jayco
| rugnummer | renner                  | prestaties deze ronde               | opmerkingen                  | eindklassering |
| --------- | ----------------------- | ----------------------------------- | ---------------------------- | -------------- |
| 181       | Simon Yates             | Winnaar: 2e en 14e etappe           | Opgave tijdens de 17e etappe | DNF            |
| 182       | Lawson Craddock         |                                     |                              | 107e           |
| 183       | Lucas Hamilton          |                                     |                              | 13e            |
| 184       | Michael Hepburn         |                                     |                              | 112e           |
| 185       | Damien Howson           |                                     |                              | 33e            |
| 186       | Christopher Juul-Jensen |                                     |                              | 93e            |
| 187       | Callum Scotson          |                                     |                              | 80e            |
| 188       | Matteo Sobrero          | Winnaar: 21e etappe 2e en 3e etappe |                              | 70e            |
|           | Team                    |                                     |                              |                |

### Team DSM
| rugnummer | renner          | prestaties deze ronde | opmerkingen                   | eindklassering |
| --------- | --------------- | --------------------- | ----------------------------- | -------------- |
| 191       | Romain Bardet   |                       | Opgave tijdens de 13e etappe  | DNF            |
| 192       | Thymen Arensman |                       |                               | 18e            |
| 193       | Cees Bol        |                       | Niet gestart in de 14e etappe | DNF            |
| 194       | Romain Combaud  |                       |                               | 104e           |
| 195       | Alberto Dainese | Winnaar: 11e etappe   |                               | 122e           |
| 196       | Nico Denz       |                       |                               | 111e           |
| 197       | Chris Hamilton  |                       |                               | 39e            |
| 198       | Martijn Tusveld |                       |                               | 43e            |
|           | Team            |                       |                               |                |

### Trek-Segafredo
| rugnummer | renner                   | prestaties deze ronde | opmerkingen                | eindklassering |
| --------- | ------------------------ | --- | -------------------------- | -------------- |
| 201       | Giulio Ciccone           | Winnaar: 15e etappe |                            | 25e            |
| 202       | Dario Cataldo            | |                            | 73e            |
| 203       | Mattias Skjelmose Jensen | |                            | 40e            |
| 204       | Juan Pedro López         | 4e, 5e, 6e, 7e, 8e, 9e, 10e, 11e, 12e en 13e etappe 4e, 5e, 6e, 7e, 8e, 9e, 10e, 11e, 12e, 13e, 18e, 19e, 20e en 21e etappe | Winnaar Jongerenklassement | 10e            |
| 205       | Bauke Mollema            | |                            | 26e            |
| 206       | Jacopo Mosca             | |                            | 103e           |
| 207       | Edward Theuns            | |                            | 131e           |
| 208       | Otto Vergaerde           | |                            | 119e           |
|           | Team                     | 7e etappe |                            |                |

### UAE Team Emirates
| rugnummer | renner              | prestaties deze ronde       | opmerkingen                     | eindklassering |
| --------- | ------------------- | --------------------------- | ------------------------------- | -------------- |
| 211       | João Almeida        | 14e, 15e, 16e en 17e etappe | Niet gestart voor de 18e etappe | DNF            |
| 212       | Rui Oliveira        |                             |                                 | 141e           |
| 213       | Rui Costa           |                             |                                 | 44e            |
| 214       | Alessandro Covi     | Winnaar: 20e etappe         |                                 | 45e            |
| 215       | Davide Formolo      |                             |                                 | 36e            |
| 216       | Fernando Gaviria    |                             |                                 | 128e           |
| 217       | Maximiliano Richeze |                             |                                 | 142e           |
| 218       | Diego Ulissi        |                             |                                 | 37e            |
|           | Team                |                             |                                 |                |

## Deelnemers per land
| Deelnemers | Land                                                                                         |
| ---------- | -------------------------------------------------------------------------------------------- |
| 45         | Italië                                                                                       |
| 17         | Nederland                                                                                    |
| 14         | België                                                                                       |
| 13         | Frankrijk                                                                                    |
| 11         | Duitsland, Spanje                                                                            |
| 10         | Verenigd Koninkrijk                                                                          |
| 9          | Australië                                                                                    |
| 6          | Colombia                                                                                     |
| 4          | Denemarken, Ecuador, Oostenrijk                                                              |
| 3          | Eritrea, Hongarije, Portugal, Verenigde Staten                                               |
| 2          | Argentinië, Slovenië, Zwitserland                                                            |
| 1          | Canada, Estland, Finland, Kazachstan, Litouwen, Noorwegen, Oekraïne, Polen, Tsjechië, Zweden |

1e etappe ·
2e etappe ·
3e etappe ·
4e etappe ·
5e etappe ·
6e etappe ·
7e etappe ·
8e etappe ·
9e etappe ·
10e etappe ·
11e etappe ·
12e etappe ·
13e etappe ·
14e etappe ·
15e etappe ·
16e etappe ·
17e etappe ·
18e etappe ·
19e etappe ·
20e etappe ·
21e etappe
Startlijst · Eindstanden · Afbeeldingen